# Zurab Sakandelidze
Zurab Aleksandres dze Sakandelidze (georgiska: ზურაბ ალექსანდრეს ძე საკანდელიძე), född 9 augusti 1945 i Kutaisi i dåvarande Georgiska SSR i Sovjetunionen, död 25 januari 2004 i Tbilisi, Georgien, var en sovjetisk (georgisk) basketspelare som tog OS-guld 1972 i München och OS-brons 1968 i Mexico City. Han tränade med BK Dinamo Tbilisi i Tbilisi.